# Haarige Zistrose
Cistus horrens ist eine Pflanzenart aus der Gattung Cistus in der Familie der Zistrosengewächse (Cistaceae). Sie ist endemisch auf Gran Canaria auf den Kanarischen Inseln. Erstmals 2004 als Art beschrieben, wurde sie zuvor als Cistus symphytifolius identifiziert, welcher sie ähnelt. Teilweise wird sie nicht als eigene Art anerkannt, obwohl sie die einzige Art einer der drei Kladen der Sektion Macrostylia ist. Der spanische Name der Art ist Jarón.

## Beschreibung
Die Haarige Zistrose (Cistus horrens) ähnelt im Allgemeinen der weiter verbreiteten Beinwellblättrigen Zistrose (Cistus symphytifolius). Zu den Unterschieden gehört, dass junge Zweige mit einfachen Haaren bedeckt sind. Die Blätter sind elliptisch bis lanzettlich, gestielt und haben netzartige Venen. Die Blattspreiten sind grauer und kürzer, dicht bedeckt mit einfachen, drüsigen und sternförmigen Haaren auf der Oberseite und mit längeren einfachen Haaren auf der Unterseite, Drüsenhaare hat sie nur an den Nervenbahnen.
Die Kelchblätter sind dicht mit einfachen Haaren bedeckt. Die kleineren Fruchtkapseln haben weniger Samen. Der Griffel ist länger als die Staubblätter.
Die Chromosomenzahl beträgt 2n = 18.

## Systematik
Die Art gehört in die Klade der pink-rosa blühenden Zistrosen (Cistus) und deren Sektion Macrostylia, die alle endemisch auf den Kanarischen Inseln heimisch sind. Cistus horrens ist nahe verwandt mit Cistus symphytifolius und wurde teilweise als deren Unterart angesehen.
In der Sektion Macrostylia (die kanarischen Arten der rötlichen Klade) sind außer der Haarigen Zistrose (Cistus horrens) noch die Chinamada-Zistrose (Cistus chinamadensis), die Tamadaba-Zistrose (Cistus ocreatus), die Osbeckienblättrige Zistrose (Cistus osbeckifolius), die Beinwellblättrige Zistrose (Cistus symphytifolius), die La Palma-Zistrose (Cistus palmensis) und die Raue Zistrose (Cistus asper) vertreten.
Die Art wurde erstmals 2004 von Jean-Pierre Demoly beschrieben, sie wurde zuvor unter C. symphytifolius taxiert. Das spezifische Artepitheton horrens ist lateinisch für aufrecht stehend, borstig, haarig. Hybriden sind keine bekannt.
Eine molekularphylogenetische Studie aus dem Jahr 2011 platzierte C. horrens als Mitglied der pink und purpur blühenden Klade (PPC) der Cistus-Arten, zusammen mit den anderen kanarischen Endemiten (Cistus asper, Cistus chinamadensis, Cistus ocreatus, Cistus palmensis und Cistus symphytifolius).

## Verbreitung und Lebensraum
Cistus horrens ist auf Gran Canaria auf den Kanarischen Inseln endemisch und kommt im Südwesten der Insel vor. Sie ist typischerweise in Höhen von 300 bis 1.500 Metern in Kiefernwäldern unter semiariden Bedingungen zu finden.